# The Tomorrow People
The Tomorrow People är en amerikansk TV-serie som hade premiär den 9 oktober 2013.

## Karaktärer

### Stephen Jameson
Stephen är huvudpersonen i TV-serien. Stephen tror att han är en helt vanlig människa, med sömnproblem. Men sedan visar det sig att han är en av The Tomorrow People, en ny sorts människor med olika krafter. Krafterna kallas de tre t:en för telepati, teleportering och telekinesi. Men Stephen är inte som en vanlig Tomorrow medlem, förutom de krafterna så kan han även stanna tiden för ett tag. Kanske beror det på att hans pappa var den mäktigaste i The Tomorrow Peoples historia innan han var tvungen att fly från Ultra. Ultra är en organisation med människor som fångar Tomorrow People och neutraliserar dem med hjälp av andra Tomorrow People.

### Astrid Finch
Astrid är Stephens enda vän.

## Rollista
- Stephen Jameson - Robbie Amell
- Astrid Finch - Madeleine Mantock
- Cara Coburn - Peyton List
- Russell Kwon - Aaron Yoo
- John Young - Luke Mitchell
- Jedikiah Price - Mark Pellegrino